# Meruyung
Meruyung is een bestuurslaag in het regentschap Depok van de provincie West-Java, Indonesië. Meruyung telt 17.345 inwoners (volkstelling 2010).